# 鈴木秀一 (経営学者)
鈴木 秀一（すずき しゅういち、1955年 - ）は、日本の経営学者。立教大学経営学部教授。

## 略歴
千葉県出身。
1978年慶應義塾大学文学部社会学科卒業。1980年同大学院社会学研究科修士課程修了。1984年同博士課程単位取得満期退学。慶大では石坂巖に師事。1994年立教大学より博士（経営学）を取得。
1985年高崎経済大学専任講師、1988年助教授。1994年立教大学経済学部経営学科助教授、1995年教授、2006年経営学部教授。

## 著書
- 『経営文明と組織理論』（学文社, 1993年）
- 『経営文明と組織理論・増訂版』（学文社, 1997年）
- 『入門経営学』（亀川雅人共著, 新世社, 1997年）
- 『入門経営組織』（新世社, 2002年）
- 『情報社会の秩序と信頼』（斎藤洋共編著, 税務経理協会, 2006年）
- 『企業組織とグローバル化』（単編著, 世界思想社, 2006年）
- 『経営のルネサンス』（細萱伸子・出見世信之共著, 文眞堂, 2017年）